# دانشگاه علوم پزشکی زابل
دانشگاه علوم پزشکی و خدمات بهداشتی درمانی زابل یکی از دانشگاه‌های دولتی ایران و تحت‌پوشش وزارت بهداشت، درمان و آموزش پزشکی در استان سیستان و بلوچستان است که در سال ۱۳۸۴ تأسیس شد.بنیانگذار این دانشگاه وزارت بهداشت و درمان بوده است و در حال حاضر ریاست کنونی دانشگاه بر عهده دکتر حسین شهدادی می باشد.

## تاریخچه
دانشکده علوم پزشکی از سال ۱۳۷۰ به‌عنوان یکی از دانشکده‌های تابعه دانشگاه علوم پزشکی و خدمات بهداشتی درمانی زاهدان فعالیت خود را آغاز کرد. روند گسترش دانشکده از ابتدای سال ۱۳۸۱ به‌طور رسمی شروع شد. به استناد رای یکصد و سی و ششمین جلسه شورای گسترش دانشگاه‌های علوم پزشکی در تاریخ ۸ تیر ۱۳۷۹ در بخش آموزش عالی استقلال آموزشی اداری مالی دانشکده علوم پزشکی و خدمات بهداشتی درمانی زابل مورد موافقت قرار گرفت. در سال ۱۳۸۰ اعتبارات بخش آموزش از اعتبارات آموزشی دانشگاه علوم پزشکی و خدمات بهداشتی درمانی زاهدان منفک شد. بخش بهداشت و درمان نیز در سال ۱۳۸۱ براساس مصوبه نود و ششمین جلسه شورای عالی اداری کشور به استناد صورتجلسه شماره ۱۳۵۳۳۵/۱۹۰۵ مورخ ۱۳۸۱/۰۷/۲۴ از دانشگاه علوم پزشکی زاهدان منتزع شد. از آن پس این دانشکده به عنوان دستگاه اجرائی مستقل متولی امر بهداشت و درمان و آموزش پزشکی در منطقه سیستان به رسمیت شناخته شد. سرانجام، در سال ۱۳۸۴ حین نخستین سفر رئیس جمهور بر اساس مصوبه هیئت وزیران در استان سیستان و بلوچستان از دانشکده علوم پزشکی به دانشگاه ارتقاء یافت. متعاقب آن در سال ۱۳۸۵ دانشکده‌های پزشکی، داروسازی، بهداشت و آموزشکده فوریت‌های پزشکی و دانشکده پیراپزشکی ایجاد و راه‌اندازی شد. در حال حاضر، این دانشگاه دارای ۵ دانشکده،۱۳۰ عضو هیئت علمی، و ۲٬۱۴۶ دانشجو در کارشناسی، کارشناسی ارشد و دکتری عمومی است.

## دانشکده‌ها
- دانشکده پزشکی
- دانشکده داروسازی
- دانشکده پیراپزشکی
- دانشکده بهداشت
- دانشکده پرستاری و مامایی

## حوزه تحت پوشش
این دانشگاه مدیریت بهداشت و درمان منطقه سیستان را بر عهده دارد.
1. بیمارستان امیرالمومنین علی (ع) زابل
2. بیمارستان امام خمینی (ره) زابل
3. بیمارستان سیدالشهدا شهرستان زهک
4. بیمارستان شهدای هیرمند دوست‌محمد
5. بیمارستان تنفسی سینا زابل
6. بیمارستان سل امام رضا

### معاونت بهداشتی
1. مرکز بهداشت شهرستان زابل
2. شبکه بهداشت و درمان شهرستان زهک
3. شبکه بهداشت و درمان شهرستان هیرمند
4. شبکه بهداشت و درمان شهرستان نیمروز
5. شبکه بهداشت و درمان شهرستان هامون

## سلامت در سیستان و بلوچستان
استان سیستان و بلوچستان یک تقسیم کار حوزه بهداشت و درمان بین ۴ دانشگاه و دانشکده علوم پزشکی در شهرهای زاهدان، ایرانشهر، زابل و چابهار انجام داده است که جهت خدمات دهی بیشتر مسئولیت بهداشت و درمان هرکدام تعدادی از ۲۶ شهرستان استان را برعهده دارند. تا قبل از افتتاح دانشکده علوم پزشکی چابهار تقسیم کار بخش سلامت به عهده ۳ دانشگاه پزشکی قبلی بود.

- دانشگاه علوم پزشکی زاهدان مدیریت ۷ شهرستان زاهدان، سراوان، خاش، میرجاوه، سیب و سوران، تفتان و گلشن را برعهده دارد.[۳]
- دانشگاه علوم پزشکی ایرانشهر مدیریت ۸ شهرستان ایرانشهر، راسک، سرباز، دلگان، فنوج، مهرستان، بمپور و لاشار را بر عهده دارد.[۴]
- دانشگاه علوم پزشکی زابل مدیریت ۵ شهرستان شمال استان یعنی منطقه سیستان که شامل زابل، زهک، هامون، هیرمند و نیمروز را بر عهده دارد.[۵]
- دانشکده علوم پزشکی چابهار مدیریت ۶ شهرستان منطقه مکران که شامل: چابهار، کنارک، نیک‌شهر، دشتیاری، قصرقند و زرآباد را بر عهده دارد.